# Scrobigera vitalisi
Scrobigera vitalisi är en fjärilsart som beskrevs av Chandeze. 1927. Scrobigera vitalisi ingår i släktet Scrobigera och familjen nattflyn. Inga underarter finns listade.